# General Rodríguez (município)

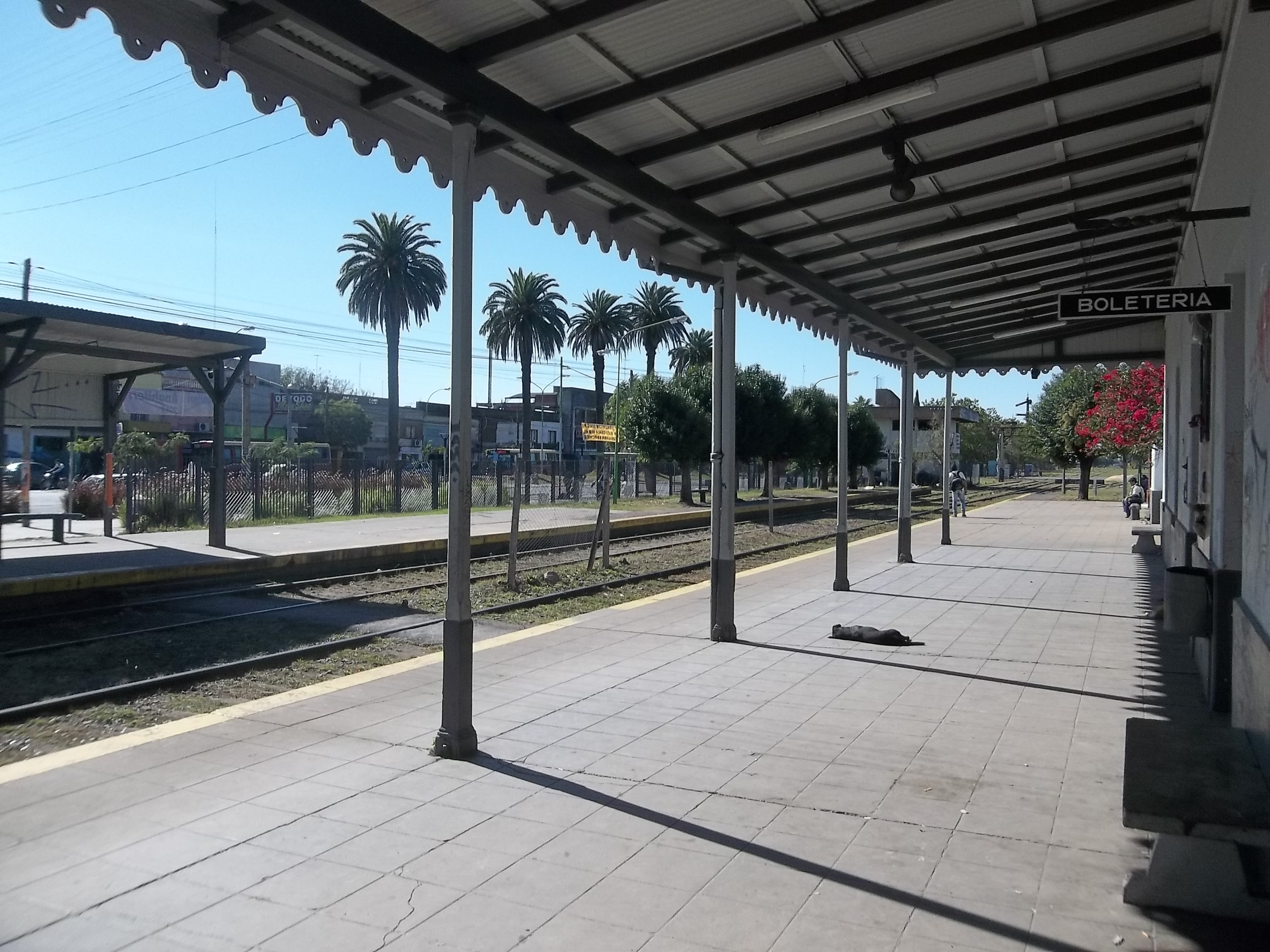
Estação de General Rodríguez

General Rodríguez (partido) é um partido (município) da província de Buenos Aires, na Argentina. Possuía, de acordo com estimativa de 2019, 107.599 habitantes.

## História
Após a inauguração da linha entre Moreno e La Villa de Luján, da Estrada de Ferro do Oeste, o presidente do Conselho de Administração desta Companhia solicitou ao Governo da Província, em 30 de abril de 1864, a criação de uma estação e povoado no referido ramal, entre terras doadas pelo Sr. Julián Alfonso e pelo monge de Nicolás Hernández e pelo Dr. Bernardo de Irigoyen. No dia 12 de maio, a autorização foi concedida e uma comissão de bairro foi formada, que seria responsável pela construção e desenvolvimento da cidade. O trabalho de fundação foi realizado de imediato, com a intervenção ativa da ferrovia.
General Rodríguez (município) ficou sob a jurisdição da Villa de Luján situação que perdurou até a promulgação da Lei de 25 de outubro de 1878, que criou o Partido em homenagem ao ex-governador de Buenos Aires, Martín Rodríguez.
A nível desportivo, os clubes de futebol que representam o General Rodríguez na AFA são o Club Deportivo y Mutual Leandro N. Alem e o Club Atlético Atlas (este último com sede em CABA, mas cujo estádio está localizado neste jogo).
Por volta de 1929, estabeleceu-se definitivamente um estabelecimento industrial que contribuiria para o desenvolvimento do General Rodríguez: a empresa de laticínios La Serenísima.

## Bairros
- Agua De Oro
- Alma Fuerte
- Almirante Brown
- Altos de General Rodríguez
- Altos de San Joaquín
- Altos del Oeste
- Barrio Bicentenario
- Barrio Castiñeiras
- Barrio Davila
- Barrio Figueroa Alcorta
- Barrio Gral. Güemes
- Barrio Hermoso
- Barrio Juan José
- Barrio Virgen del Carmen
- El Casco
- El Ombu
- El Porvenir
- El Zorzal
- La Campanilla
- La Capilla
- La Cinacina
- General Sarmiento
- La Armonía
- La Posta
- Los Aromos
- Los Cardos
- Los Cedros
- Los Naranjos
- Los Naranjitos
- Los paraísos
- Los Troncos
- Los Viveros
- Los perales
- Luchetti
- Marabó
- Mi Rincón
- Parque Granaderos
- Parque Irigoyen
- Parque la Argentina
- Parque la Ermita
- Parque Orense
- Parque Rivadavia
- Parque Yoli
- Pico Rojo
- Pueblo Nuevo
- Raffo
- San Bernardo
- San Cayetano
- San Enrique
- San Fermín
- San Joaquín
- San Martín
- Santa Brígida
- Solares del Oeste
- Villa Arrarás
- Vista Linda
- Villa Sarmiento
- Villa Vengochea
- Villa Angela
- Villa ita
- Barrio Parque Santa Matilde